# Santa Elena, Hidalgo
Santa Elena är en ort i Mexiko.   Den ligger i kommunen Omitlán de Juárez och delstaten Hidalgo, i den sydöstra delen av landet, 90 km nordost om huvudstaden Mexico City. Santa Elena ligger 2 580 meter över havet och antalet invånare är 190.
Terrängen runt Santa Elena är kuperad. Runt Santa Elena är det mycket tätbefolkat, med 1 361 invånare per kvadratkilometer. Närmaste större samhälle är Pachuca de Soto, 8,8 km sydväst om Santa Elena. I omgivningarna runt Santa Elena växer i huvudsak blandskog.